# Emajõgi
Emajõgi (übersetzt: „Mutterfluss“, deutscher Name: Embach; russisch Эмайыги) ist der längste Fluss in Estland.
Er beginnt als Väike Emajõgi (Kleiner Embach) am Pühajärv in der Nähe des Wintersportortes Otepää und wird aus verschiedenen Bächen im Kreis Tartu und Kreis Võru gespeist. Er verstärkt sich unter anderem durch den Fluss Pedeli (Paddel, größter Zufluss) und mündet, nachdem zuletzt der Purtsi jõgi hinzukommt,  in den Võrtsjärv (Wirzsee), aus welchem er als (Suur) Emajõgi (dt.: Großer Embach) wieder heraustritt.
Er durchströmt die Stadt Tartu, ist von hier an selbst für größere Schiffe befahrbar und mündet in den Peipussee aus dem im Norden als Grenzfluss zwischen Estland und Russland die Narva austritt und nach ca. 60 km in die Ostsee fließt.
Der Emajõgi ist sehr fischreich. Unter seinen Nebenflüssen sind die Pedja und die Elva (Elwa oder Ullila) hervorzuheben. Die Länge des Flusses beträgt einschließlich seines Laufs durch den Võrtsjärv 260 Kilometer.
In der Nähe liegt die Bischofsburg Warbeck.

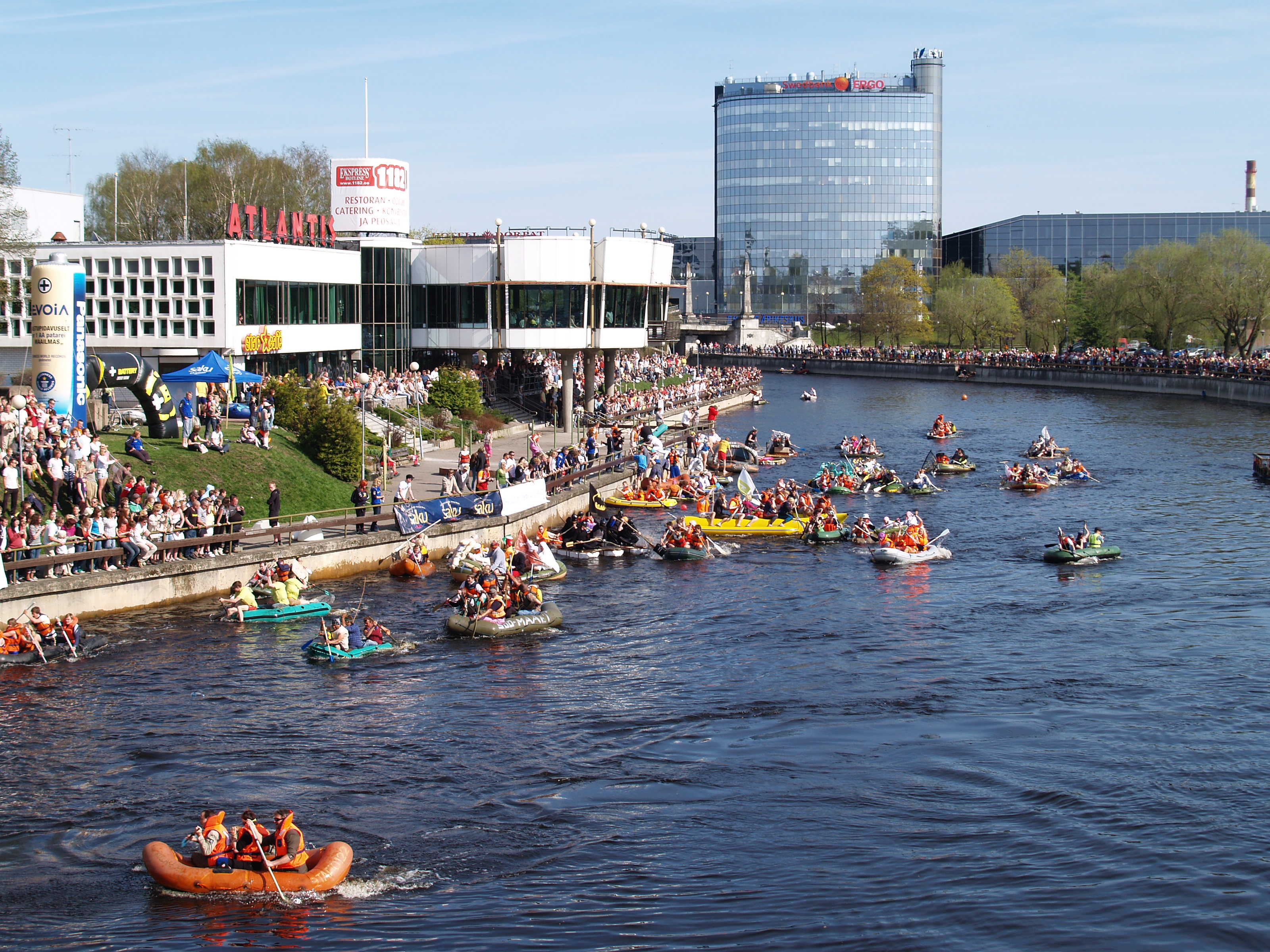
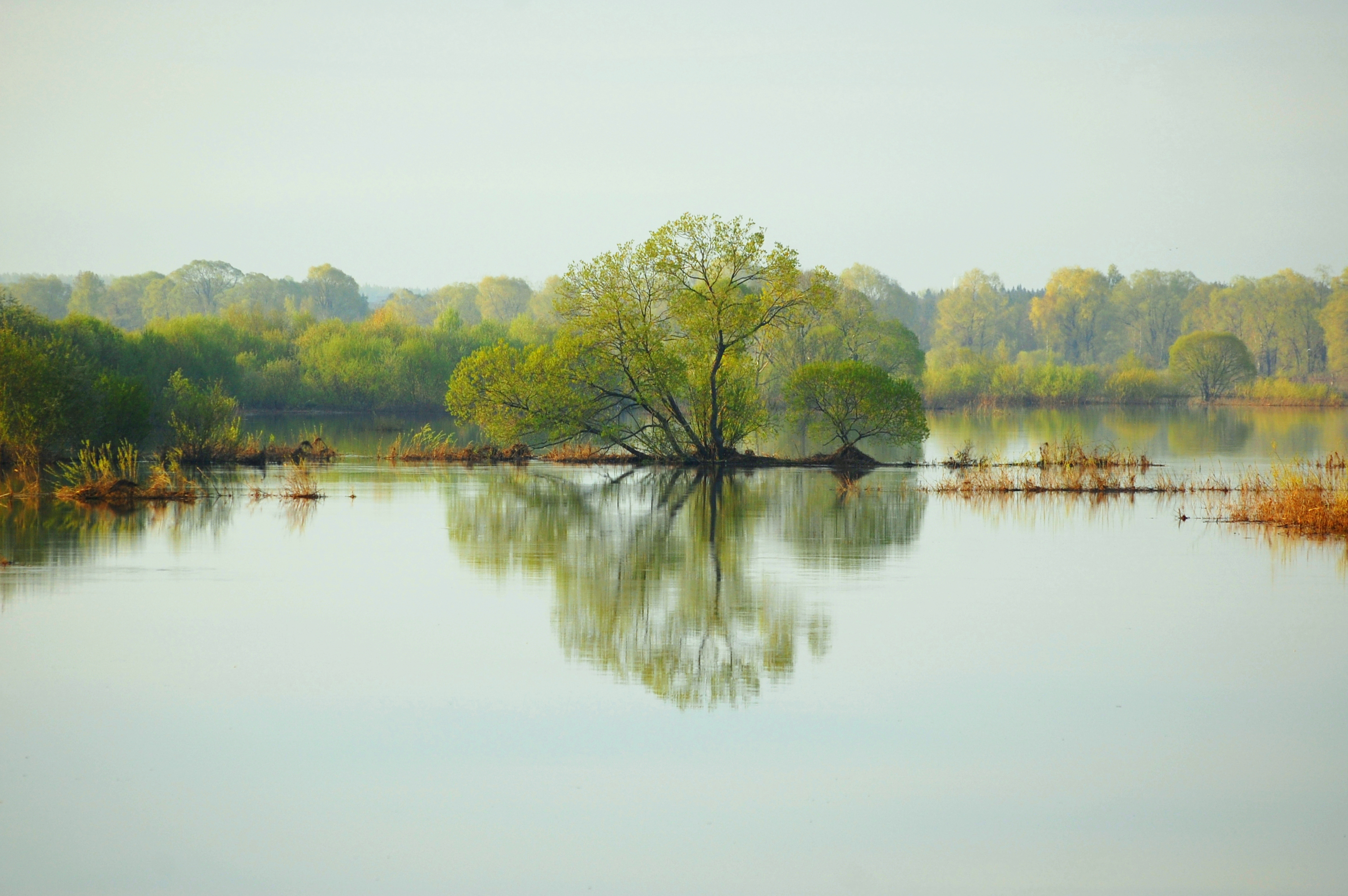
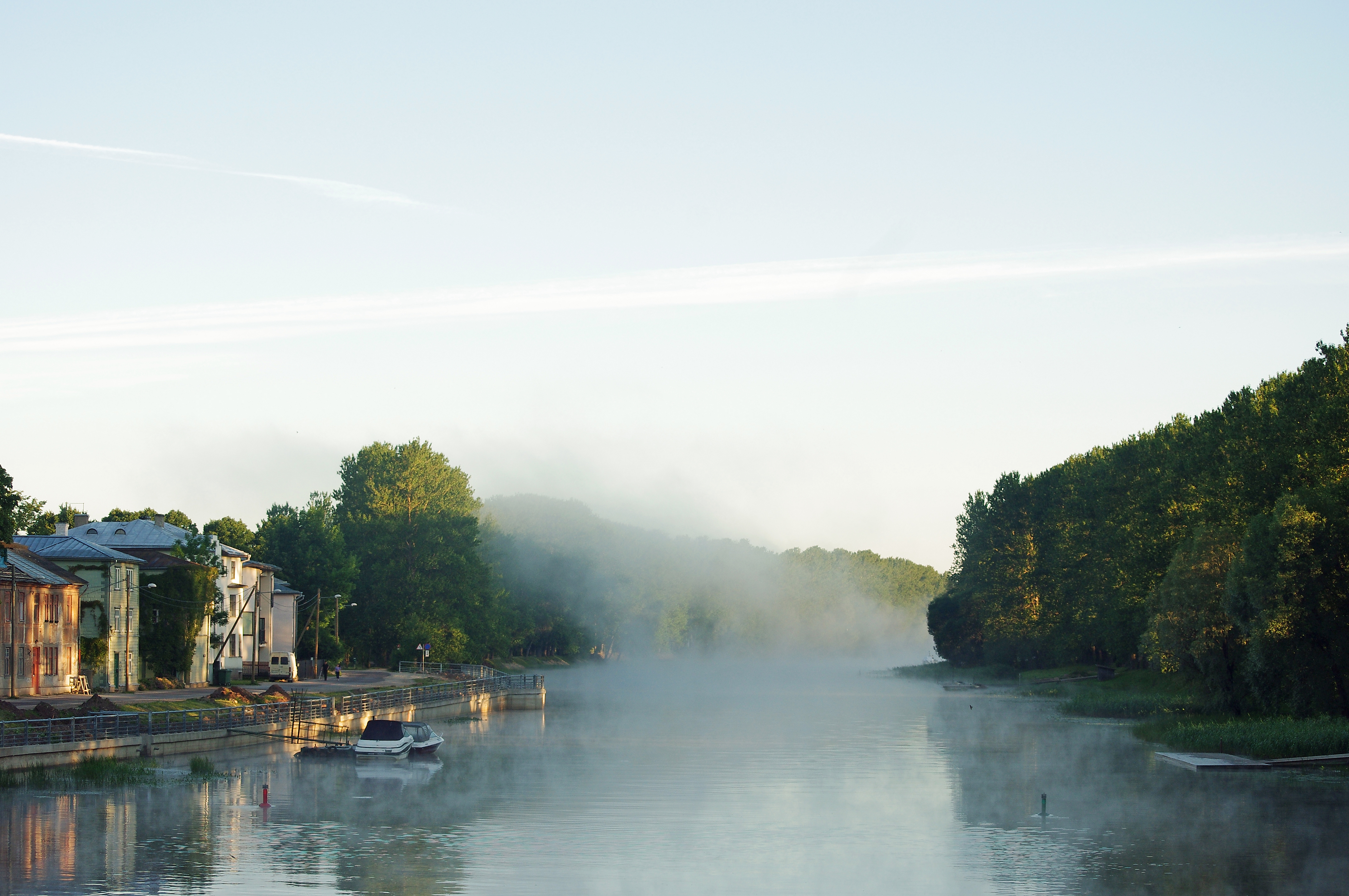
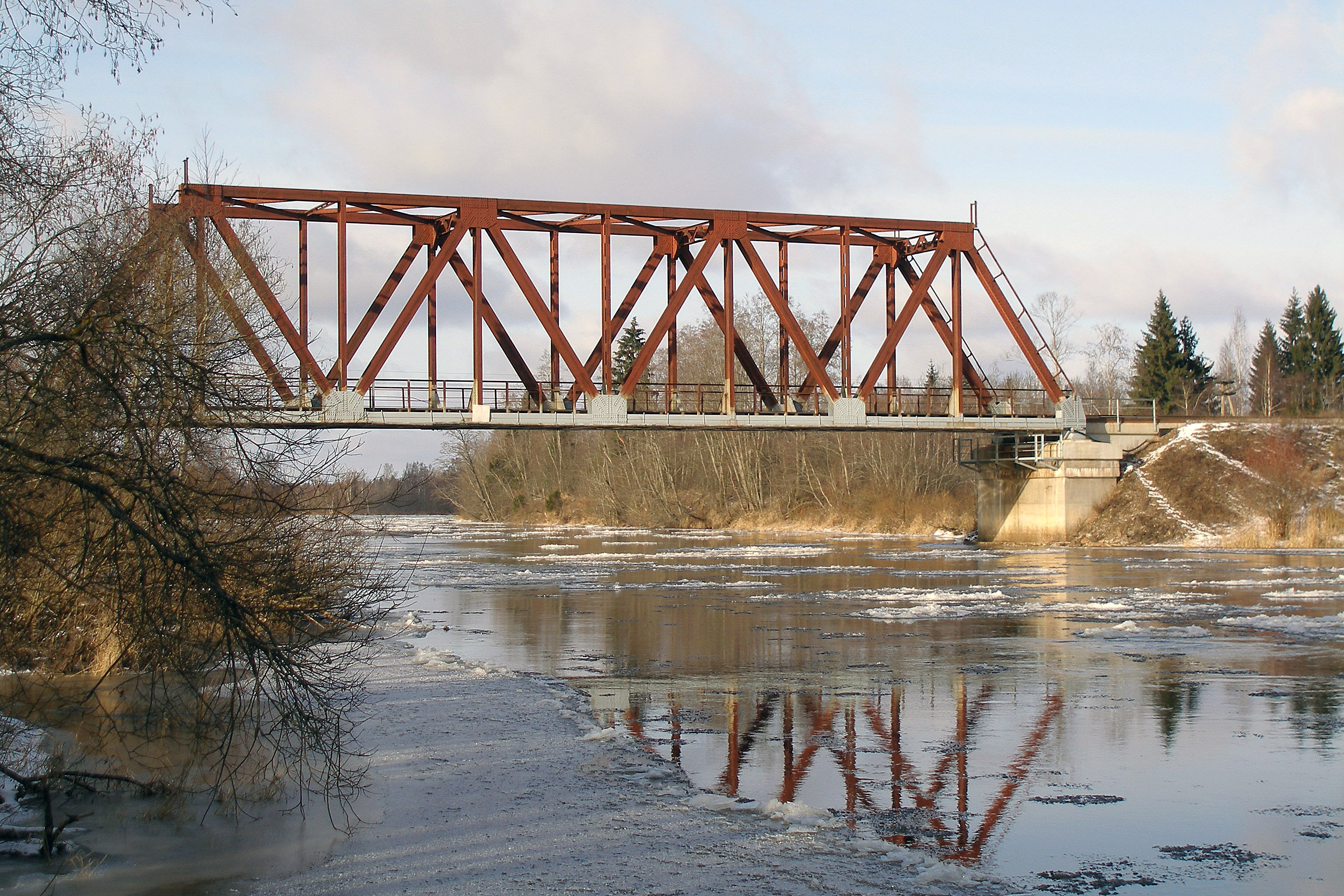
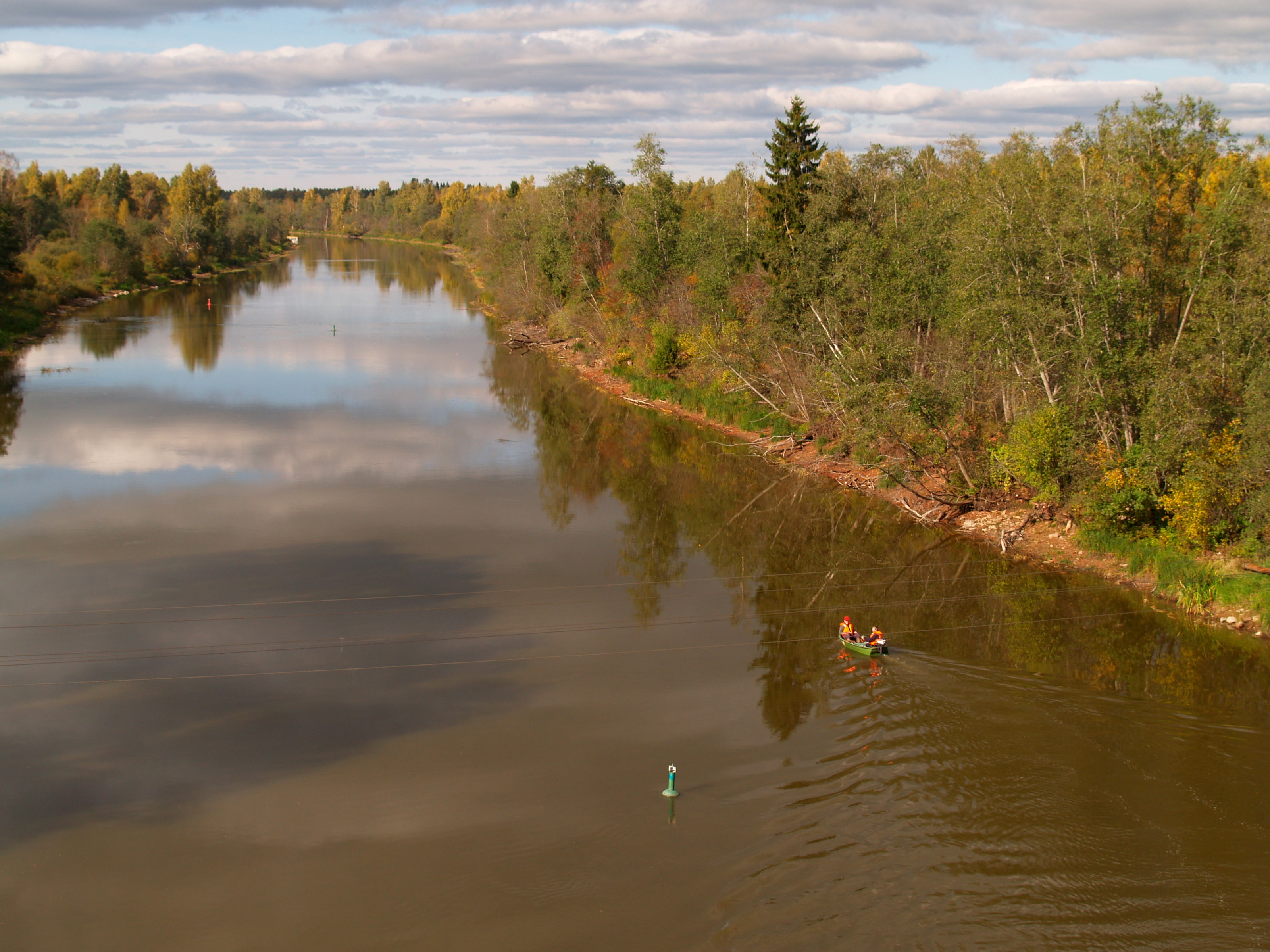